# Serinyà
|  | Aquest article tracta sobre el municipi del Pla de l'Estany. Si cerqueu el veïnat de Cassà de la Selva, vegeu «Veïnat de Serinyà». |

Serinyà és un municipi a la comarca del Pla de l'Estany, situat a la dreta del riu Ser, al nord-oest de la comarca, just al límit amb la comarca de la Garrotxa. A la vall baixa del riu Ser i la seva confluència amb el Fluvià hi ha la resclosa de Serinyà i una central elèctrica en explotació des de 1935.

## Geografia
- Llista de topònims de Serinyà (Orografia: muntanyes, serres, collades, indrets..; hidrografia: rius, fonts...; edificis: cases, masies, esglésies, etc).

La carretera C-66 travessa el terme municipal de nord a sud i és la principal via de comunicació.
El terreny és planer, llevat de l'oest, que és més accidentat, pel serrat de Boquià i la serra de Briolf. Drenen el terme, a part del riu Ser en la part septentrional, els seus afluents: el Serinyadell i el Merdançà.
El límit oriental amb Esponellà coincideix amb l'antic camí veïnal de Banyoles a Dosquers. El meridional toca en un punt el rec d'Espolla (que actua com a desguàs de l'estany intermitent o platja d'Espolla) i més a occident, els cursos del Merdançà i el seu afluent, el rec de Guixeres, separen el terme del veïnat de Merlant (municipi de Porqueres). El límit arriba fins al collet de Guixeres, d'on tomba amunt pel cim dels Tres Termes de Boquià, punt més alt d'aquest serrat que separa el municipi de Sant Miquel de Campmajor.
Seguint cap al nord, després de travessar el Ser, el límit arriba a la serra de Briolf, proper al puig de la Creu Blanca. D'ací el límit septentrional amb Sant Ferriol, al sud de la riba dreta del Fluvià, passa més enllà de can Fumerola i les Planetes, encara dins del terme; aquest mateix riu el separa de Dosquers a l'angle nord-est del terme.
Entre els veïnats agregats, citem: Casals, Bosquerós, Baió, Cellera d'Amont i els masos de Can Parella (on hi hagué el Castell de Taià), Ca n'Illa, Ca n'Aulina, Cal Ferrer de les Torres, Can Malloles i Ca n'Arboçar –fora del nucli de població– i Can Carreres, situat al mig del poble.
Acull coves prehistòriques on s'ha trobat restes des del Paleolític mitjà fins a l'edat dels metalls. Les restes més antigues, de fa uns 200.000 anys, corresponen a l'Homo heidelbergensis, i les coves foren habitades per neandertals fa entre 90.000 i 39.000 anys. Posteriorment, al Neolític i al Calcolític es feren servir com a magatzem, refugi puntual o lloc d'enterrament. El jaciment ha estat excavat des del finals del segle xix fins a l'actualitat, i la major part dels objectes recollits es troben al Museu Arqueològic Comarcal de Banyoles. A més, l'entorn de les coves ha estat museïtzat, convertint-lo en el Parc de les Coves Prehistòriques de Serinyà.

### Climatologia
El clima de Serinyà és típicament mediterrani. Tot i ser un municipi d'interior, la seva proximitat amb el litoral li proporciona temperatures suaus durant tot l'any. Durant la primavera sovintegen els dies assolellats amb temperatures agradables. Els estius són força calorosos. A la tardor les temperatures es moderen i les pluges són freqüents. Els hiverns són suaus i secs.

### Infraestructures

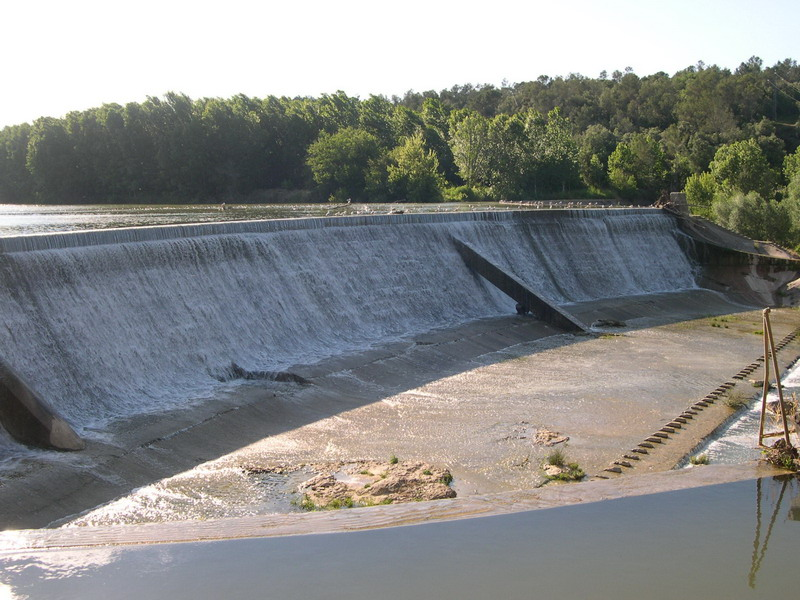
Resclosa de Serinyà

Pel que fa a les carreteres d'accés, hi ha el projecte de construcció d'una nova variant que passa per l'exterior del nucli urbà de Serinyà. Més a petita escala existeix el nou pla d'ordenació urbanística municipal  (POUM) que adjudicarà i planificarà la nova distribució de carreteres interiors i entrades al nucli.
La població està dotada del subministrament de gas ciutat i pel municipi hi passa un gasoducte.
Pel que fa al subministrament elèctric, hi ha el projecte d'una línia d'alta tensió que s'hauria de construir en el futur, a la qual cosa l'Ajuntament ja hi ha mostrat oposició, com diverses entitats ecologistes de la comarca.
Serinyà disposa d'un pavelló poliesportiu, una depuradora, un casal d'avis, una escola, una llar d'infants, una oficina de correus, un local jove i un centre d'assistència primària. Actualment moltes d'aquestes infraestructures ja no són suficients per al nivell de població de Serinyà, per això d'ara endavant s'ha proposat la nova construcció i la millora d'aquests espais, que ja ha començat amb el local de joves.
El terme és travessat de nord a sud per la carretera comarcal C-66 de Palafrugell a Besalú. En un futur està previst que sigui substituït per una variant que passarà per fora el nucli urbà. Un servei d'autobusos subministrat per TEISA, que recorre Olot, Banyoles i Girona, connecta la població amb la resta de la província.
L'aeroport més proper és l'Aeroport Internacional Girona Costa Brava, situat al municipi de Vilobí d'Onyar, a 12 km de la població.
L'estació de ferrocarril més propera és la de Girona, connectada a la xarxa estatal de ferrocarrils amb ample de via de 1668 mm. Hi ha tres tipus de trens que serveixen la ciutat. D'una banda, hom troba els trens regionals, que uneixen Portbou, Girona i Figueres amb Barcelona; d'una altra, hi ha els trens estatals que uneixen Girona amb València, Múrcia, Saragossa i Madrid; finalment, hi ha els trens internacionals, que uneixen Girona amb Perpinyà, Montpeller, París, Zuric i Milà.

## Demografia
| Entitat de població | Habitants (2024) |
| Serinyà             | 1.025            |
| Bosquerós           | 60               |
| Casals              | 44               |
| Baió                | 39               |
| la Cellera d'Amont  | 28               |
| Font: Idescat       |                  |

| 1497 f | 1515 f | 1553 f | 1717 | 1787 | 1857  | 1877  | 1887  | 1900 | 1910 |
| ------ | ------ | ------ | ---- | ---- | ----- | ----- | ----- | ---- | ---- |
| 44     | -      | 50     | 153  | 268  | 1.102 | 1.055 | 1.040 | 957  | 958  |

| 1920  | 1930 | 1940 | 1950 | 1960 | 1970 | 1981 | 1990 | 1992 | 1994 |
| ----- | ---- | ---- | ---- | ---- | ---- | ---- | ---- | ---- | ---- |
| 1.023 | 981  | 891  | 880  | 813  | 803  | 726  | 735  | 770  | 770  |

| 1996 | 1998 | 2000 | 2002 | 2004 | 2006  | 2008  | 2010  | 2012  | 2014  |
| ---- | ---- | ---- | ---- | ---- | ----- | ----- | ----- | ----- | ----- |
| 776  | 791  | 837  | 878  | 962  | 1.045 | 1.101 | 1.104 | 1.122 | 1.123 |

| 2016  | 2018  | 2020  | 2022  | 2024  | 2026 | 2028 | 2030 | 2032 | 2034 |
| ----- | ----- | ----- | ----- | ----- | ---- | ---- | ---- | ---- | ---- |
| 1.132 | 1.108 | 1.133 | 1.153 | 1.198 | -    | -    | -    | -    | -    |

## Llocs d'interès

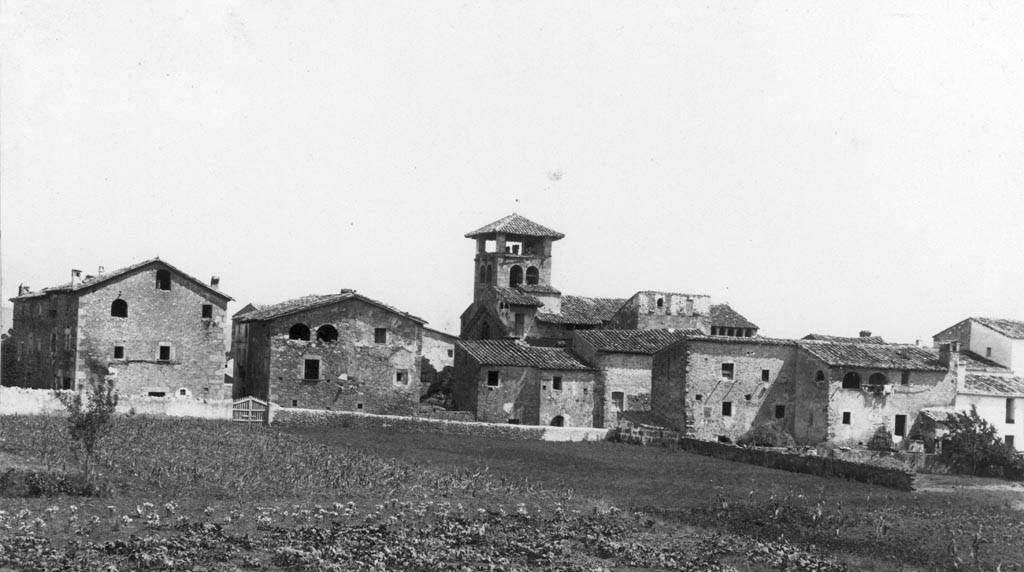
Serinyà entre 1890 i 1910

### Parc de les Coves Prehistòriques
El Parc de les Coves Prehistòriques és un paratge únic per apropar-se a l'escenari on vivien els caçadors recol·lectors de la prehistòria. Aquest indret el formen diversos abrics o coves oberts en un talús de roca travertínica, dels quals, els més significatius (la cova de l'Arbreda, la cova de Mollet i la cova del Reclau Viver) poden visitar-se.
Aquest parc és el millor jaciment de l'Europa occidental per conèixer el pas de l'home de Neandertal a l'home modern. El seu interès ja va ser avalat per les primeres excavacions arqueològiques, iniciades l'any 1943 pel doctor Josep Maria Corominas. En l'actualitat es porten a terme des de la Universitat de Girona i el Museu d'Arqueologia de Catalunya-Girona. El 1996 el Consell Comarcal del Pla de l'Estany va iniciar les obres de l'actual parc.
Les coves del Reclau, un nucli del Parc de les Coves Prehistòriques de Serinyà, van ser ocupades per diferents poblacions des dels inicis del Paleolític mitjà fins a l'edat dels metalls. Aquestes coves es van formar per l'alternança de dos processos: un on l'acció de l'aigua de torrents que formaven cascades va dipositar el carbonat de calç que formà el travertí, i l'altre on les aigües dissolien part del travertí format anteriorment. Durant el Paleolític mitjà van ser habitades primerament pels preneandertals (Homo heidelbergensis), al voltant de fa uns 200.000 anys, i posteriorment pels seus successors, els neandertals, com a mínim entre fa 90.000 i 39.000 anys. Tant uns com altres eren caçadors-recol·lectors nòmades que es desplaçaven constantment per buscar aliments.
Tant els neandertals del Paleolític mitjà com els humans moderns del Paleolític superior van habitar aquestes coves en moments de clima més fred que l'actual, que corresponen a les últimes èpoques glacials. El paisatge era estepari, dominat per les gramínies i on els arbres eren poc abundants. A partir del Neolític, amb un clima comparable a l'actual, les coves del Reclau es tornen a fer servir, encara que de manera esporàdica. Els humans, que practiquen l'agricultura i la ramaderia i viuen en poblats a l'aire lliure, les utilitzen com a lloc de magatzem dels cereals, per tancar els ramats o com a refugi puntual (7.000-4.700 anys).
Durant el Neolític final, el Calcolític i bona part de l'edat del bronze (4.700-3.100 anys), les coves es fan servir com a lloc sepulcral, on els enterraments humans s'acompanyen amb diversos objectes funeraris.
Al Museu Arqueològic Comarcal de Banyoles es troben bona part dels objectes prehistòrics que procedeixen de les coves de Serinyà i de la comarca.

### Església de Sant Andreu
Esmentada ja el 1182, l'església de Sant Andreu és un exemple d'edifici romànic del segle xii, construïda amb una nau central i un absis quasi circular. En el temps de les carlinades va ser saquejada i va patir algun incendi. A l'interior també s'hi poden trobar unes obres de la pintora barcelonina Aurora Salvadó, resident a Serinyà.
La torre de l'església és accessible des de l'exterior amb una escala de pedra, dalt de tot s'hi troben les campanes que toquen tots els quarts i les hores.

### Ermita de Sant Miquel Sesvinyes
L'ermita fou construïda al segle xiii. Es troba a l'exterior del nucli urbà, ubicada en una zona muntanyosa accesible per una pista forestal en bon estat. S'hi fa un aplec anualment.

### Cova Bora Gran

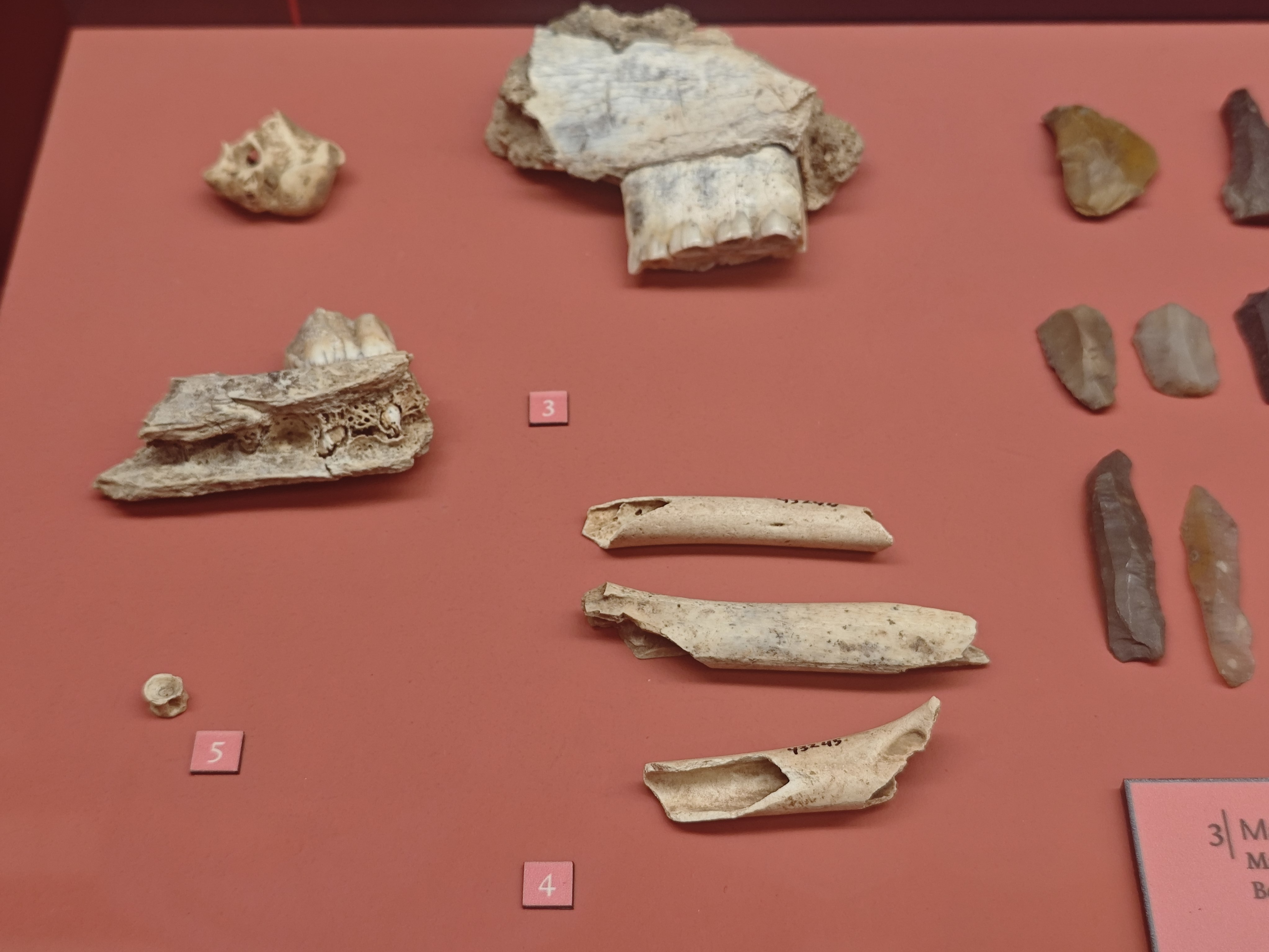
MAC-BCN 3. Mandíbules de cavall i cérvol. 4 Fragments d'ossos d'oca. 5. Vèrtebra de salmó. Solutrià. Bora Gran d'en Carreras (Serinyà)

Fa 15.000 anys, en plena època magdaleniana,
els habitants de Serinyà eren Homo
sapiens que caçaven per menjar, fabricaven
els seus estris amb trossets d'os i banyes
d'animal i vivien en coves. La millor mostra
és la cova Bora Gran, un abric refugi de 16
metres d'ample per 10 de profunditat i uns
3 d'alçada, considerada un dels conjunts
de jaciments prehistòrics més importants
de Catalunya, que ens ofereix material per
estudiar i conèixer l'última gran etapa del
paleolític superior.
Comparteix nom amb moltes de les cavitats
del nord de Catalunya (bora és un mot
preromà que significa cova) i havia estat
propietat d'una antiga família de Serinyà,
els Carreras, que van bastir una gran masia
al poble.
La Bora Gran d'en Carreras és un abric
obert que mira al nord-est i es troba a la
part alta de la vora esquerra del riu Serinyadell.
La seva importància ve donada per la
gran riquesa de la cultura material d'època
magdaleniana que guardava i que completa
la seqüència del Paleolític superior que
ofereixen les coves del Reclau, també a
Serinyà.
La indústria lítica descoberta a la Bora Gran
està realitzada quasi exclusivament sobre
un suport de sílex, material que s'hauria
importat d'altres contrades, ja que no es
troba a la comarca. Els seus habitants fabricaven
útils molt diversos, com raspadors
per adobar les pells, perforadors, burins per
tallar i gravar i, sobretot, una gran quantitat i
varietat de formes microlítiques, peces que
es muntaven sobre fusta o os amb la finalitat d'aconseguir armes o eines de treball amb un nivell d'especialització.
Entre la indústria òssia hi figuren centenars
d'exemplars d'una gran varietat. Entre elles
destaquen atzagaies d'un bisell o de doble
bisell a la base, punxons, agulles o arpons
d'una o de dues fileres de dents adornats, molts cops, amb incisions. També s'hi ha
trobat costelles d'animals i altres trossos
d'os decorats, a més d'alguns objectes ornamentals, com petxines i dents d'animals
perforades utilitzades com a penjolls. Unes troballes que han convertit la Bora Gran en el jaciment de Catalunya amb l'art moble paleolític més ric.
Les restes òssies d'animal permeten confirmar la presència de mamífers com cérvol, brau, cabra, porc senglar, cavall, isard, llop, guilla, entre una nombrosa llista, amb una abundant presència del cérvol,
l'animal més caçat, que indica que la millora
climàtica havia fet del Pla de l'Estany un
gran bosc. També són importants les restes
de pioc, un ocell de grans dimensions
i pes, que s'hauria convertit en una de les
especialitats de cacera dels habitants de la
Bora Gran. I moltes d'elles tenen marques
d'haver estat consumides per l'home.
El fet és que els animals els proveïen de
molts recursos, ja que a banda de la carn
s'aprofitava la pell, els tendons, els ossos
i les banyes. Aquestes eren un material
mal·leable molt útil per fabricar armes més
resistents, el que representa una evolució
clara respecte a les eines fetes amb os,
molt més fràgil.

### Festes
- La Festa major, en honor de Sant Andreu, el patró del poble, se celebra el cap de setmana del 30 de novembre.
- La Festa del Roser se celebra el segon diumenge de maig i s´hi fa un homenatge a la vellesa. És de les més antigues de Catalunya, ja que té més de 100 edicions. Durant la festa els alumnes dels centres de parvulari i primària de la població reciten uns balls en homenatge a la vellesa tal com marca la tradició.

## Història
Les fonts més segures afirmen que Serinyà tenia unes 45 famílies al voltant del 1380, uns 38 eclesiàstics i uns 7 de la noblesa. Altres fonts diuen que el 1553 hi havia ja uns 50 focs i que la població laica superava amb més d'un 10% la població de l'església.
Les últimes dades que es van recollir van ser la de 1787 amb 268, la població continuà creixent fins al 1860 any en què assoliria la xifrà màxima d'habitants, ja que des de llavors el padró comença a davallar fins al 776 habitants. El 2009 Serinyà ja ha superat l'antiga xifra del passat situant-se en un padró superior als 1100 habitants.
Serinyà nasqué en el Castell de Taià (actual can Parellà) era un feu del Monestir de Sant Esteve de Banyoles i del comtat de Girona, fins que aquests els van donar la carta de llibertat.
L'escut de Serinyà oficial va ser aprovat l'1 de juny de 1983. El sautor o creu de Sant Andreu és l'atribut del patró del poble. El bàcul d'abat fa al·lusió al monestir de Sant Esteve de Banyoles, al qual pertanyia Serinyà.

## Política

### Llista d'alcaldes[7]
- Gent per Serinyà - Acord Municipal : Sergi Planagumà Moradell 2023
- Gent per Serinyà - Acord Municipal : Josep Antoni Ramon Guasch 2019[8]
- Gent per Serinyà - Acord Municipal : Josep Antoni Ramon Guasch 2015[9]
- Gent per Serinyà - Acord Municipal : Josep Antoni Ramon Guasch 2011
- Esquerra Republicana de Catalunya - GpS-ERC-Am: Josep Antoni Ramon Guasch 2007
- Convergència i Unió: Josep Coll i Lara 2003
- Convergència i Unió: Vicens Illa i Coromina / Josep Coll i Lara 1999
- Convergència i Unió: Vicens Illa i Coromina 1995
- Convergència i Unió: Vicens Illa i Coromina 1991
- Convergència i Unió: Joaquim Pagès i Cristòfol 1987
- Convergència i Unió: Joaquim Pagès i Cristòfol 1983
- Convergència i Unió: Ricard Clavaguera i Brunet 1979
- Ricard Clavaguera i Brunet 1970 - 1979[10]
- Joan Solana i Artigas 1912-1920[11]

## Economia
L'economia de Serinyà.

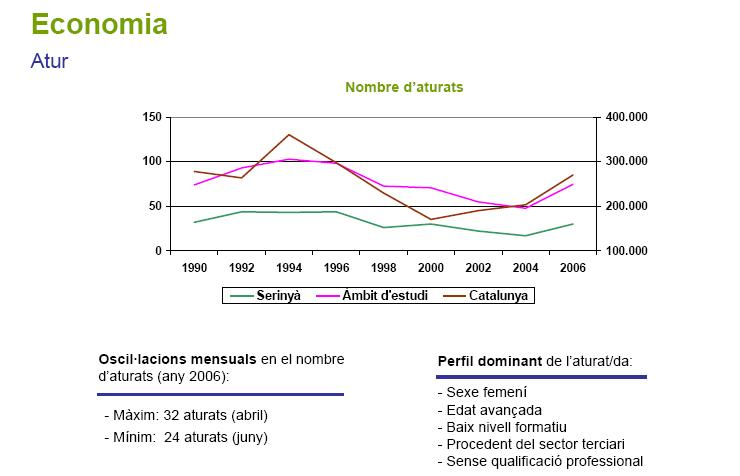
Atur
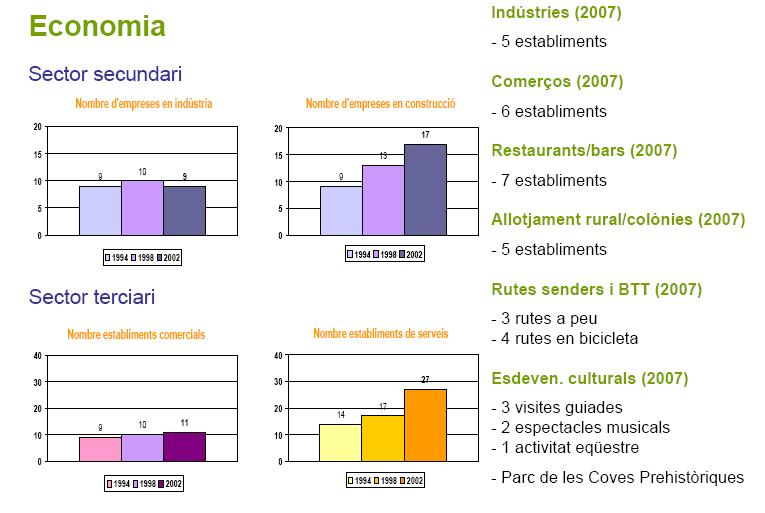
economía
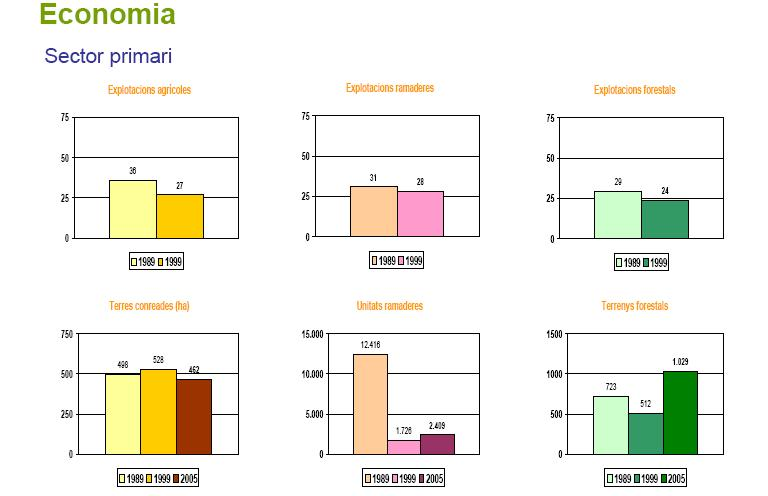
economía
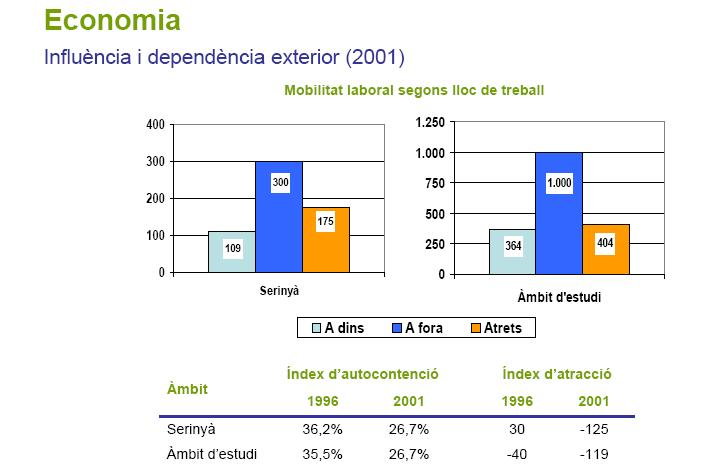
economía
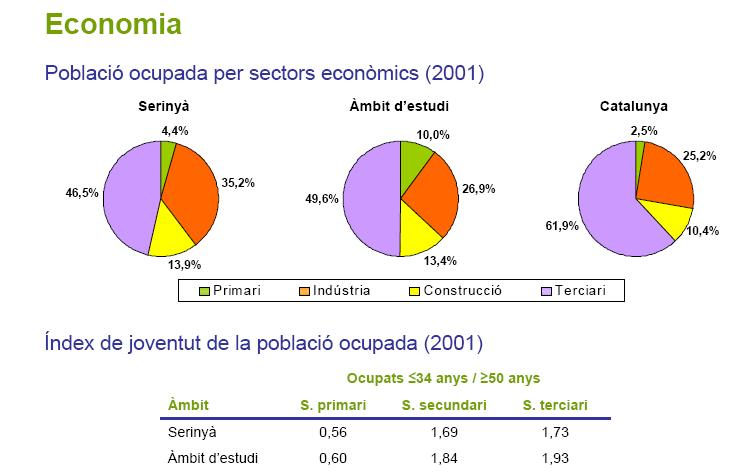
economía

## Entitats
- Casal d'avis (Can Xerric)
- El municipi de Serinyà té el FC Serinyà equip de futbol de segona regional, el club ciclista Serinyà fundat el 2009 i el club patinatge Serinyà, una entitat que actualment està enllaçada amb el club patinatge Porqueres.
- Club de patinatge Serinyà
- Club ciclista de Serinyà

## Persones il·lustres
- Jaume Genover Carreras cirurgià, polític i jutge municipal nascut a Serinyà.
- Francesca Bartrina Martí professora i escriptora nascuda a Serinyà
- Rafael Marquina i Audouard visqué a Serinyà durant molts anys.
- Josep Maria Corominas Planellas metge i arqueòleg promotor de les coves de Serinyà
- Manel Nadal i Farreras polític resident a Serinyà